# دفتریار
دفتریار معاون دفترخانه یکی از سمت‌های موجود در دفاتر اسناد رسمی در کشور ایران می‌باشد. دفتریار به پیشنهاد سردفتر  و برابر مقررات قانون دفاتر اسناد رسمی منصوب می‌شود.
طبق ماده ۳ قانون دفاتر اسناد رسمی هر دفترخانه علاوه بر یک دفتریار که سمت معاونت دفترخانه و نمایندگی سازمان ثبت را دارا می‌باشد و دفتریار آن نامیده می‌شود می‌تواند یک دفتریاردوم نیز داشته باشد. بر اساس ماده ۱۸ قانون مذکور یک دفترخانه می‌تواند دفتریار نداشته باشد.
در قانون، هیچ مسئولیتی برای دفتریار ذکر نشده‌است. امضای دفتریار در اعتباربخشی به اسنادرسمی تأثیری ندارد.
دارندگان دانشنامه لیسانس را بدون کارآموزی و دارندگان دیپلم کامل متوسطه را به شرط یک سال کارآموزی می‌توان به دفتریاری دفاتر اسناد رسمی انتخاب نمود.
دفتریار بنوعی «سردفتر علی‌البدل» یا «کارآموز» محسوب می‌شود و بعضی از افراد ممکن است بعد از سه یا هفت سال سابقه دفتریاری، سردفتر شوند.
دفتریار باحضور سردفتر هیچ مسئولیتی در دفترخانه ندارد. ماده ۲۱ قانون دفاتر اسناد رسمی تأکید می‌کند که همه «مسئولیت‌های دفترخانه بر عهده سردفتر است و مسئولیت دفتریار همان است که در قانون ذکر شده‌است»... که در قانون هیچ شرح وظیفه ای ذکر نشده‌است. در دادگاه‌های انتظامی تنها پرونده دفتریارانی که در مقام کفالت سردفتر عمل می‌کنند قابل رسیدگی است.
دفتریار سمت معاونت دفترخانه و نمایندگی سازمان ثبت را دارا می‌باشد.   سردفتر حق اخراج دفتریار را ندارد. دفتریار، شریک درآمد دفترخانه است. دفتریار به میزان 15 درصددر درآمد شریک است 

## تاریخچه
زمانی که علی‌اکبر داور بنیان محاضر شرعی قدیم را برهم زد، قصد داشت سازمان مؤثری بمنظور ثبت قراردادهای مردم مانند آنچه را که در کشور فرانسه دیده بود در ایران تأسیس نماید، به جوانان تحصیلکرده برای اشتغال به سردفتری نیاز داشت و چون فقط چند نفری از افراد واجد شرایط را یافته بود، از این جهت نمی‌دانست با وجود کمبود افراد لیسانسیه حقوق چه کسانی را برای این کار دعوت کند. او قصد داشت محاضر شرعی و دفاتر آخوندها و روحانیون را تعطیل نماید ولی انجام آن را عملی نمی‌دید و همین‌طور معطل در این کار بود. وی در دیدار با رضاشاه پهلوی موضوع را در میان گذاشت که رضاشاه مخالفت خود را با تعطیلی محاضر عنوان نمود و پیشنهاد حضور دفتریاران را در کنار علمای صاحب محضر را مطرح کرد. وی در پاسخ به علی‌اکبر داور که قصد تعطیلی محاضر شرعی قدیم را داشت گفت:
با این اقدام خود اولاً- دکان آخوندها را می‌بندید آنها به تکاپو علیه شما می‌افتند و این فعلاً صلاح نیست. ثانیاً- این چند نفری را که بقول خودت یافته‌ای اولاً- مثل محررین محاضر شرعیه عملاً وارد در امور معاملات نیستند فردا گرفتار انتقادات شدید آنها می‌شوید. ثانیاً- خودتان گفتید که بیش از چند نفر را نیافتید سردفتر کنید در این صورت مردم را ناراضی می‌کنید که معاملاتشان فلج می‌شود و این صلاح نیست.

من عقیده دارم همان محررین محاضر شرعی و حتی خود آن علمای صاحب محضر را با همان لباس روحانی دعوت کنید و دفتر اسناد رسمی را در اختیار آنها بگذارید تا هم وقتی که دیدند دکانشان بسته نشد و نانشان تأمین است نه تنها کارشکنی نمی‌کنند بلکه تسلیم سیاست اداری شما می‌شوند. البته مدتی هم که گذشت می‌توان عمامه و لباده آنها را هم به کلاه و کت و شلوار تغییر داد. ضمناً برای اینکه آنها هم تحت نظر و کنترل خودتان باشند، از این جوانها و فکلی‌ها هم در هر یک از این دفاتر اسناد رسمی می‌گمارید و بآنها هم یک دفتر ثبت می‌دهید که همان سندی را که سردفتر خود ثبت می‌نماید او هم ثبت کند که کنترل آن باشد. بعلاوه این جوانها بتدریج از رموز تنظیم اسناد آگاه شده می‌توان بعداً هر یک از آنها را سردفتر نمود که کار مردم لنگ نشود.

## جایگاه دفتریار در دفترخانه
طبق ماده سوم قانون محاضر شرعیه و حکام صلحیه که پس از مشروطه، به تصویب کمیسیون قوانین عدلیه مجلس رسید. هر محضر عبارت بود از یک‌نفر مجتهد جامع‌الشرایط که حاکم محضر نامیده می‌شد به همراه دو نفر معاون قریب الاجتهاد.
اصطلاح دفتریار و ایجاد جایگاهی بنام معاونت سردفتر در دفاتر اسناد رسمی، با وضع قانون دفتر اسناد رسمی مصوب ۱۳۱۶ متداول گردید.
هر گاه سردفتر به مرخصی می‌رفت اعم از مرخصی او ساعتی، روزانه، استحقاقی و استعلاجی، دفتریار بدون اینکه نیاز به صدور ابلاغ کفالت داشته باشد، به موجب ماده ۲۶ این قانون به صورت خودکار، (به عنوان یک عامل درون نهادی) از باب معاونت، جانشین سردفتر می‌شد و با تأیید ماده ۵۰ همین قانون دفتریار در این لحظه عهده‌دار امور دفترخانه می‌بود.
دفتریار در قانون سال ۱۳۱۶ کسی بود که از نظر علمی و توانایی شغلی، می‌توانست در جایگاه سردفتر قرار گرفته و در غیاب او، همه وظایف وی را انجام دهد. ولی از زمان تصویب قانون دفاتر اسناد رسمی مصوب ۱۳۵۴ دفتریار در نبود سردفتر اجازه ثبت و تنظیم اسناد را ندارد.
دفتریاران بابت نظارت بر دفاتر از اداره ثبت مواجبی دریافت نمی‌کنند و درآمد دفتریاران از محل درآمد دفترخانه محل خدمت آن‌ها تأمین می‌شود لذا عملاً ناتوان دراعمال وظایف نظارتی بر عملکرد دفاتر می‌باشند.
دفتریار در هر ماه در ۱۵ درصد از کل درآمد هر دفترخانه بدون اینکه هزینه‌هایش کسر شود شریک می‌باشد. نیازی نیست که دفتریار در سرمایه‌گذاری اولیه تشکیل دفتر شرکت داشته‌باشد یا هزینه‌ای برای مخارج دفترخانه پرداخت کند. دفتریار با اینکه با معرفی توسط سردفتر دفترخانه منصوب می‌شود ولی سردفتر حق اخراج وی را ندارد.

## وظایف دفتریار
سردفتر مسئول کلیه امور دفترخانه است و دفتریار اول مسئول اموری است که به موجب قانون یا بموجب مقررات توسط سردفتر به او محول می‌شود که در مورد اخیر سردفتر و دفتریار مسئولیت مشترک خواهند داشت در هر مورد که بر اساس مقررات این قانون دفتریار بجای سردفتر انجام وظیفه کند مسئولیت دفتریار همان مسئولیت سردفتر است.
به‌طور کلی وظایف دفتریار به شرح ذیل است:
1. دفتریار اول سمت معاونت دفترخانه را بعهده دارد.
2. دفتریار مسئول نظارت بر وصول دولتی در دفترخانه می‌باشد.
3. دفتریار نماینده اداره ثبت در دفترخانه می‌باشد.
4. دفتریار مسئول اموری است که به موجب مقررات از طرف سردفتر به عهده او محول شده‌است. اما اینکه به موجب مقررات کدام امور رامیتوان بعهده وی قرارداد قانون سکوت کرده‌است .[نیازمند منبع]